# Lithobius corrigendus
Lithobius corrigendus är en mångfotingart som beskrevs av Dobroruka 1988. Lithobius corrigendus ingår i släktet Lithobius och familjen stenkrypare.
Artens utbredningsområde är:
- Tjeckien.
- Polen.

Inga underarter finns listade i Catalogue of Life.